# Puerto Libertad (Argentyna)
Puerto Libertad – miasto w Argentynie, w prowincji Misiones, w departamencie Iguazú.
Według danych szacunkowych na rok 2010 miejscowość liczyła 5 765 mieszkańców.